# Rắn đen bụng đỏ
Rắn đen bụng đỏ (Pseudechis porphyriacus) là một loài rắn trong họ Rắn hổ. Loài này được Shaw mô tả khoa học đầu tiên năm 1794.
Đây là loài bản địa Úc, đây là một trong những loài rắn thường gặp nhất ở miền đông nước Úc. Chiều dài trung bình khoảng 1,25 m, chúng có phần trên màu đen bóng, hai bên sườn màu đỏ tươi hoặc cam và phần bụng màu hồng hoặc đỏ xỉn. Chúng không phải là loài hung dữ và thường rút lui khỏi các cuộc chạm trán với con người, nhưng có thể tấn công nếu bị khiêu khích. Mặc dù nọc độc của loài này có khả năng gây bệnh đáng kể, nhưng chưa có trường hợp tử vong nào được ghi nhận do vết cắn của nó, loài rắn này ít nọc độc hơn các loài rắn cạp nia khác của Úc. Nọc độc chứa độc tố thần kinh, độc tố myotoxin, chất đông máu và có đặc tính tan máu; nạn nhân cũng có thể mất khứu giác.
Thường sống trong rừng, rừng và đầm lầy, rắn đen bụng đỏ thường phiêu lưu vào các khu vực đô thị gần đó. Loài rắn này kiếm ăn ở những vùng nước nông, thường là những đám cây nước và khúc gỗ, nơi nó săn mồi chính là ếch, cũng như cá, bò sát và động vật có vú nhỏ. Loài này được coi là loài ít quan tâm theo Liên minh Bảo tồn Thiên nhiên Quốc tế, nhưng số lượng của chúng được cho là đang giảm do môi trường sống bị chia cắt và sự suy giảm của quần thể ếch.

## Hình ảnh

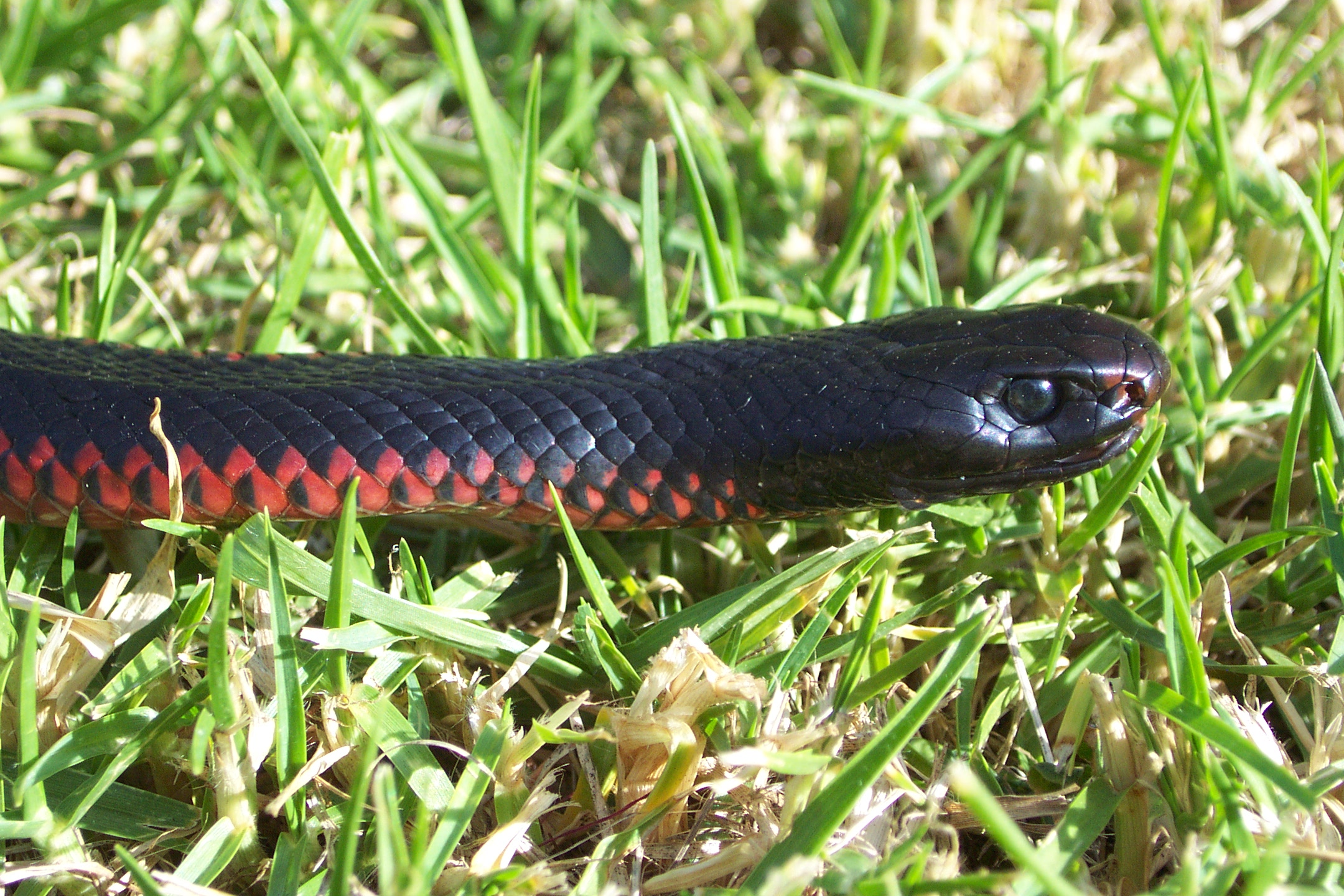
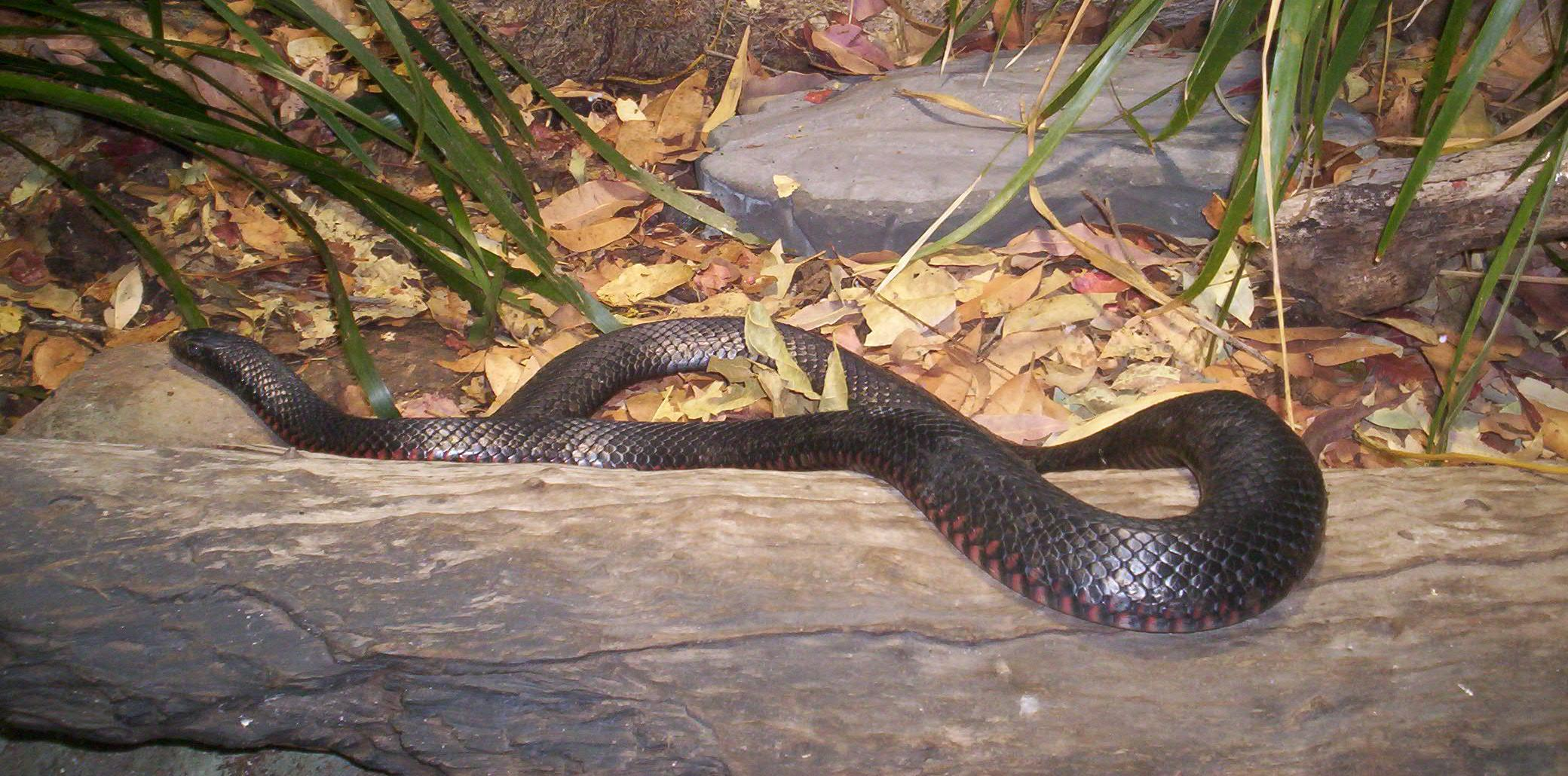
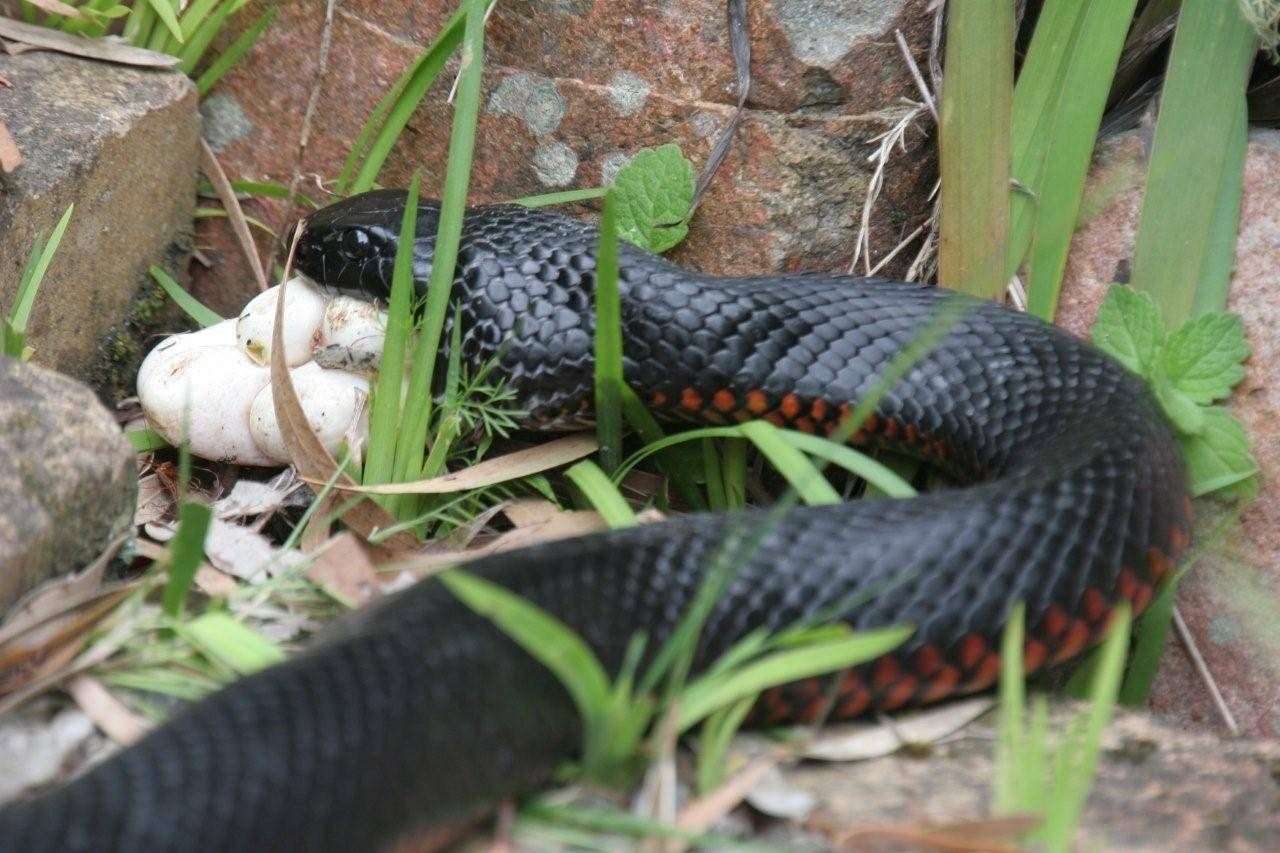
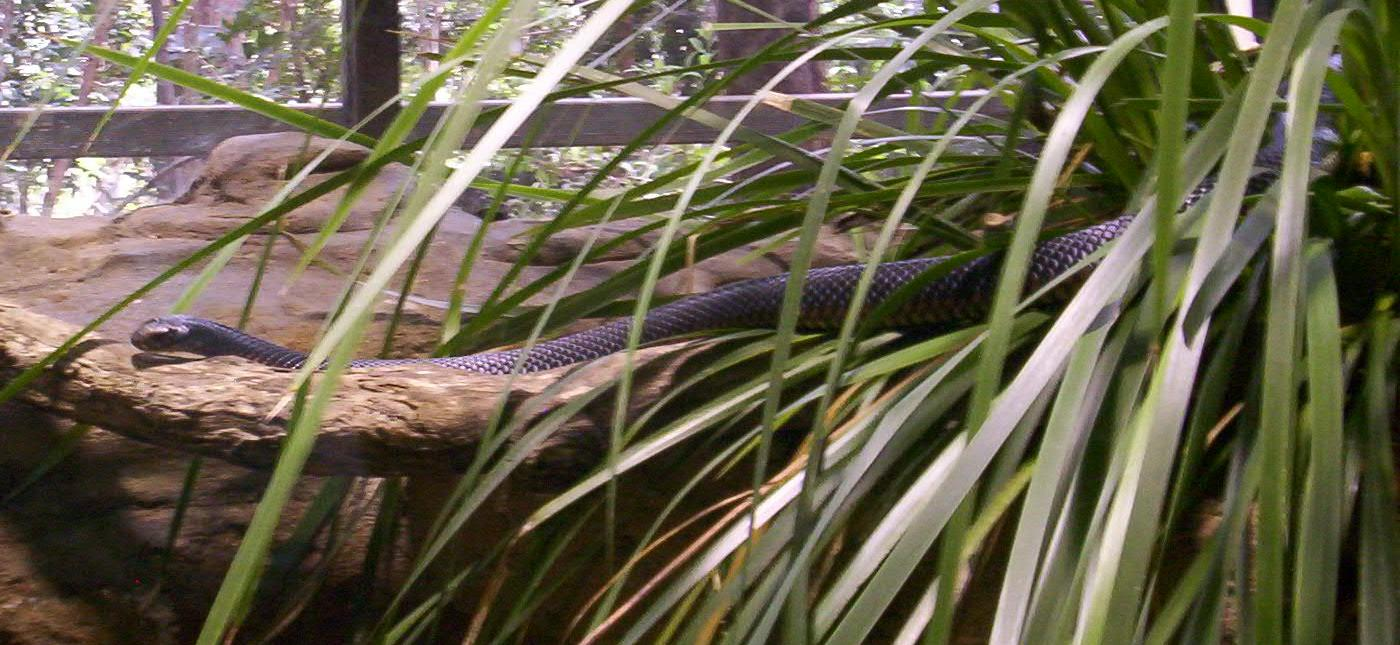
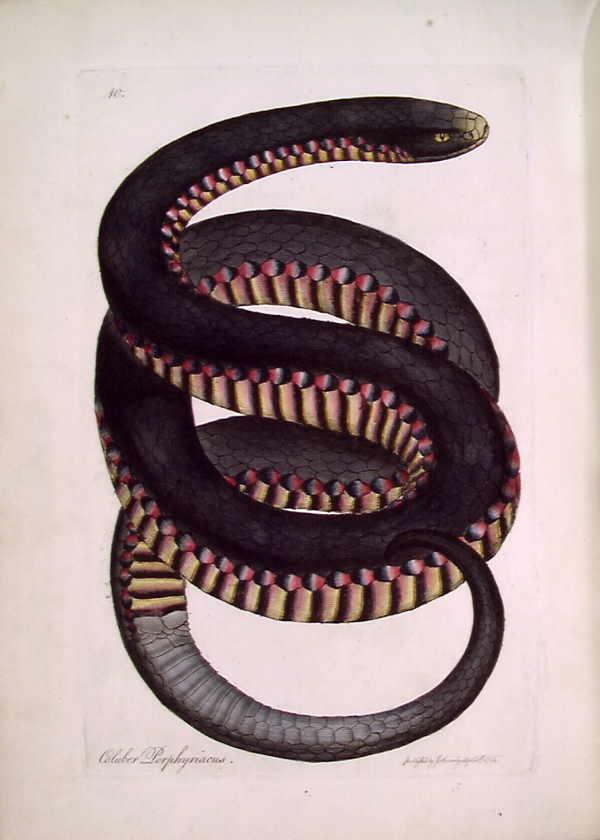
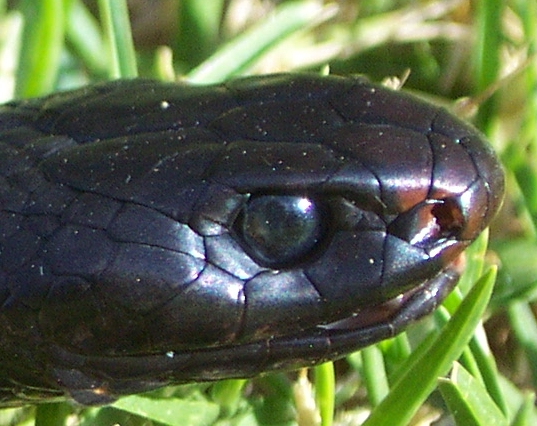